# Utelle
Utelle är en kommun i departementet Alpes-Maritimes i regionen Provence-Alpes-Côte d'Azur i sydöstra Frankrike. Kommunen ligger  i kantonen Lantosque som ligger i arrondissementet Nice. År 2022 hade Utelle 824 invånare.

## Befolkningsutveckling
Antalet invånare i kommunen Utelle
Referens: INSEE

## Galleri

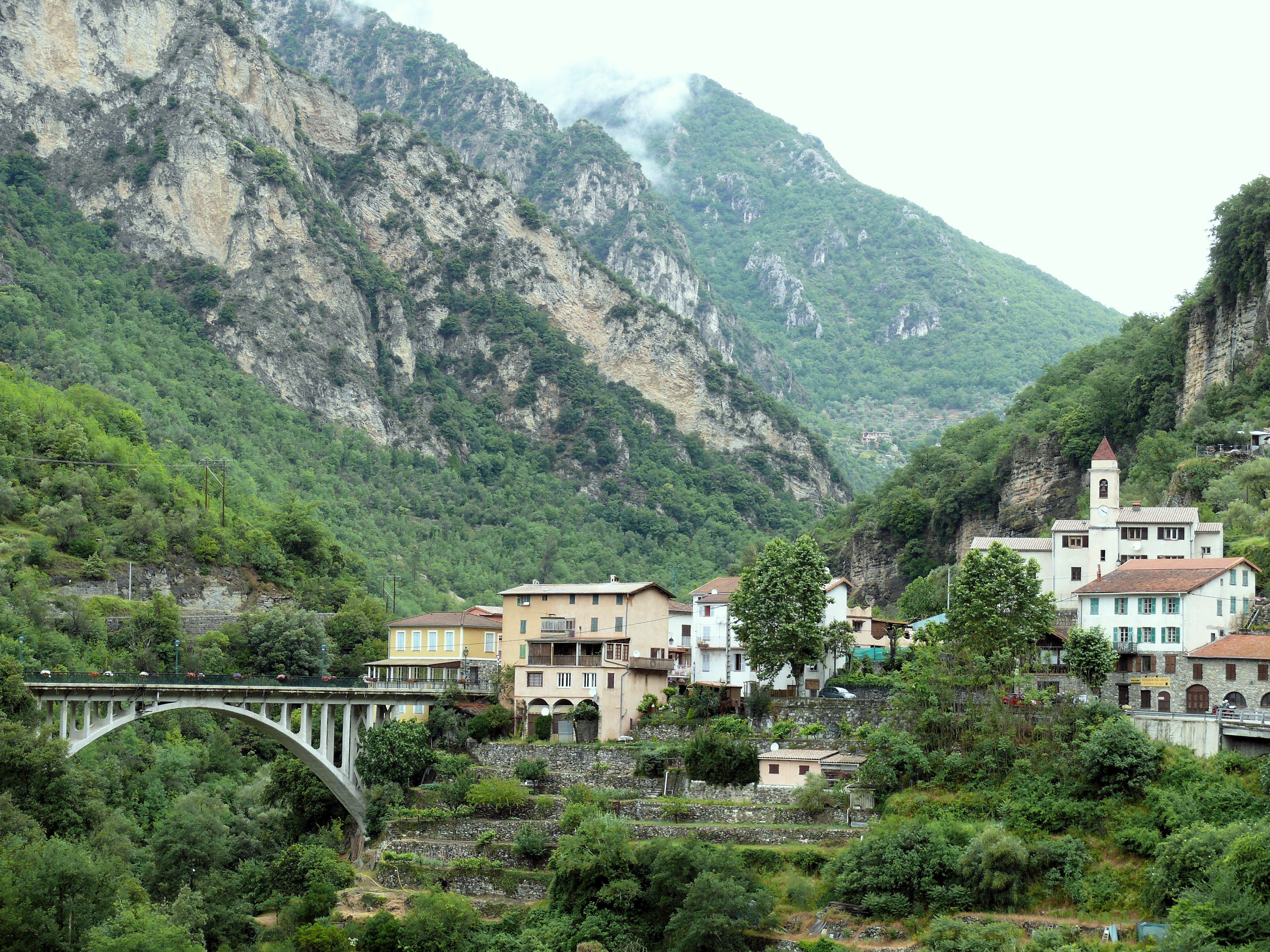
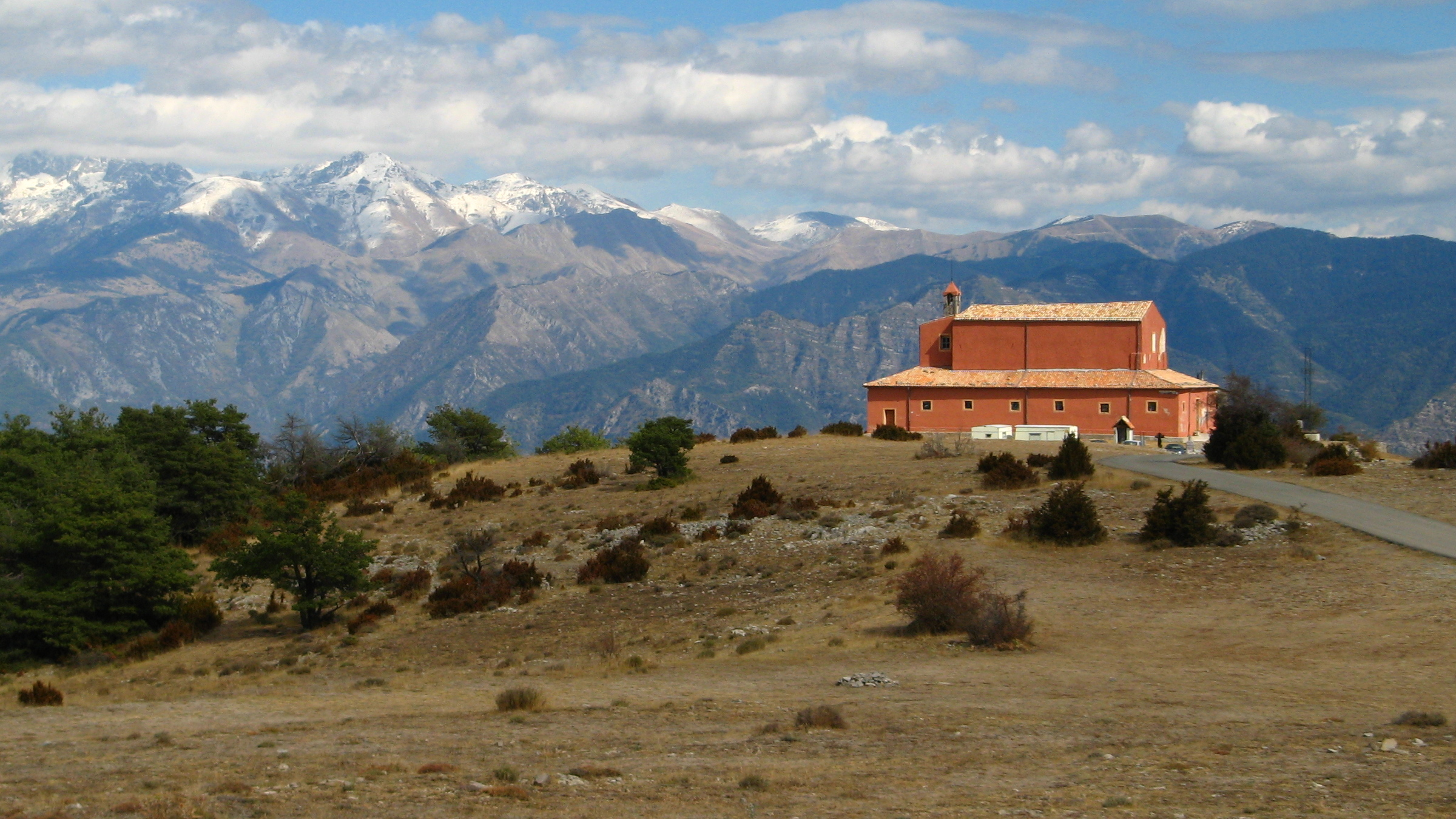
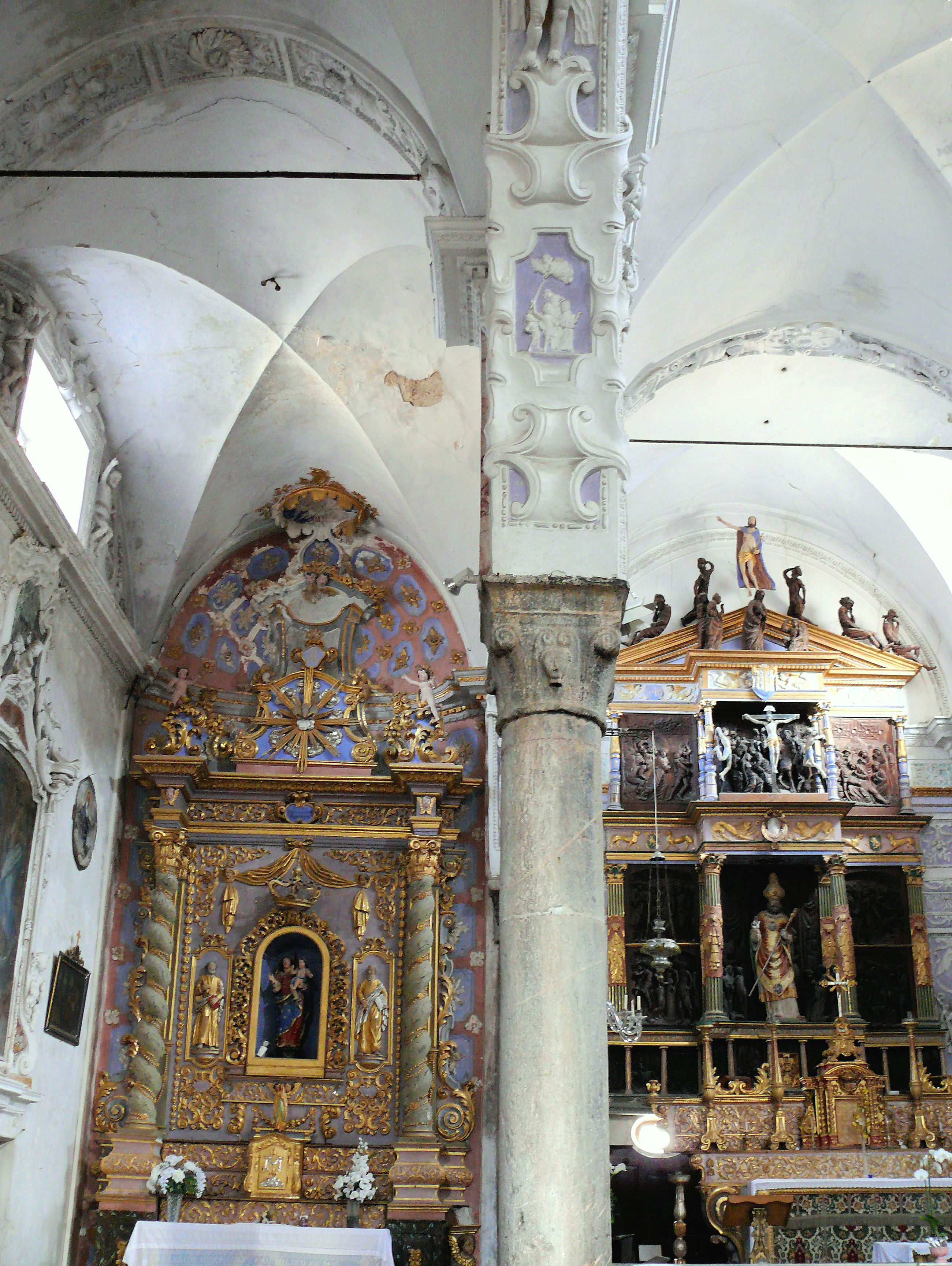
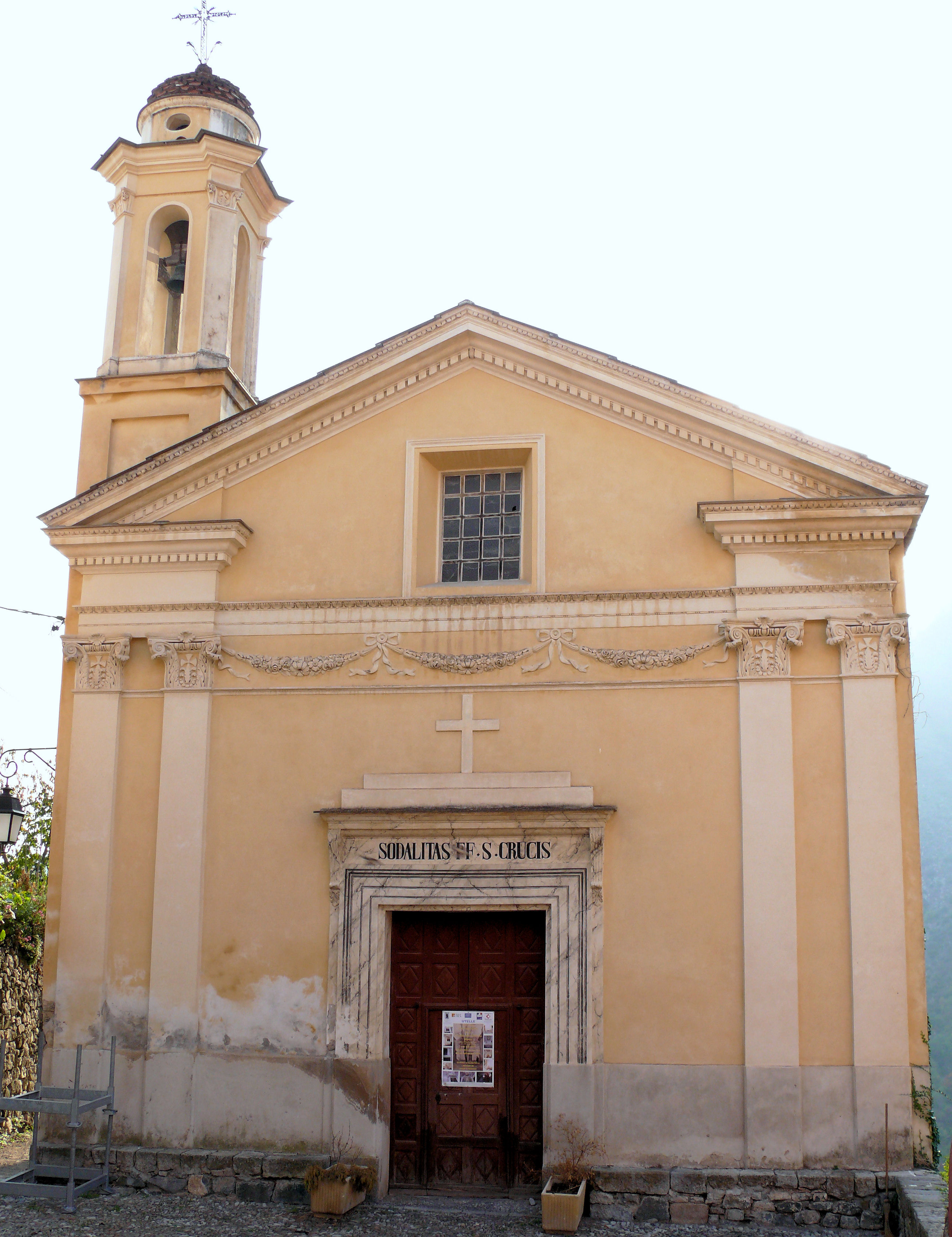
Kapellet Sainte-Croix
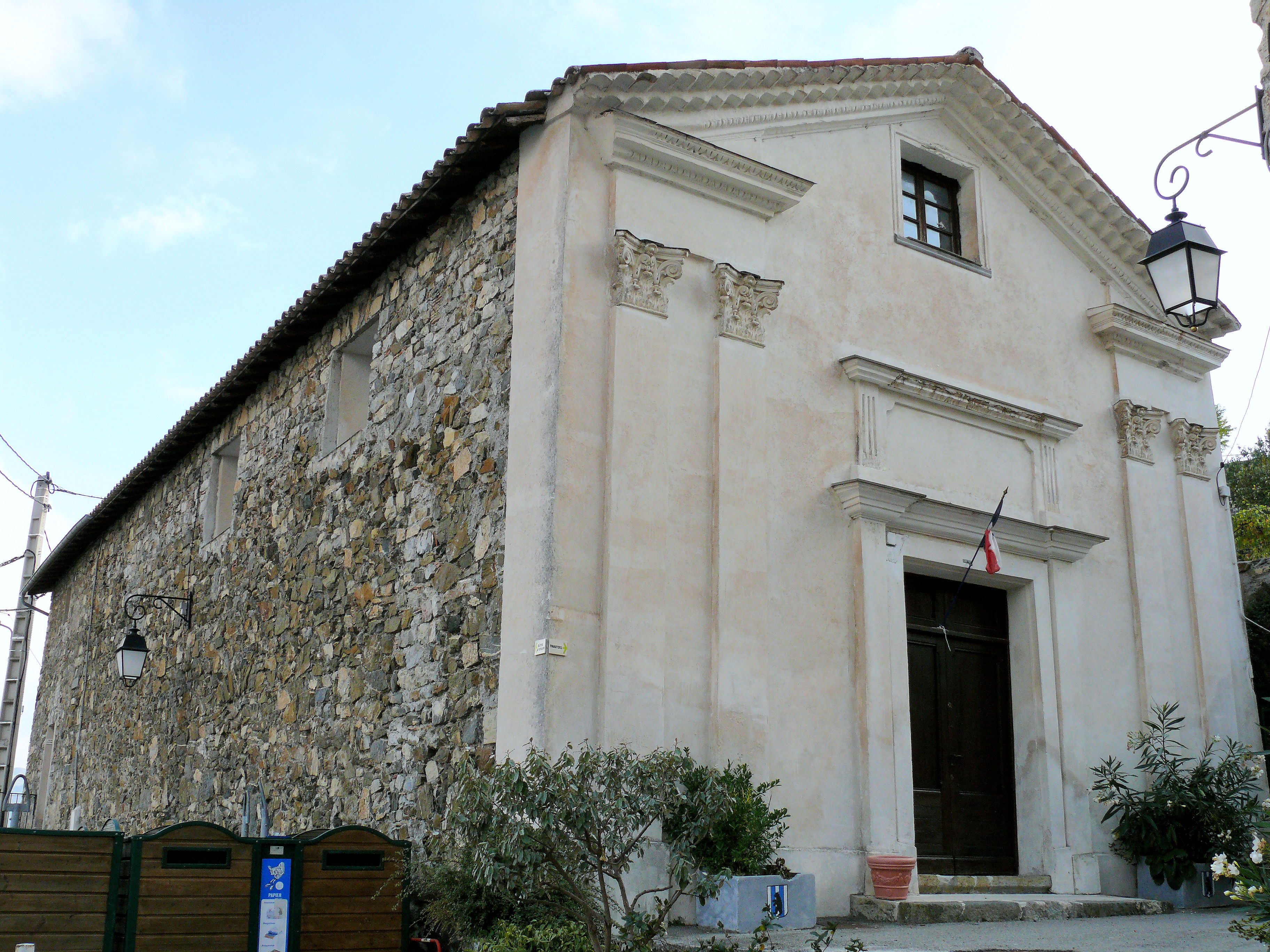
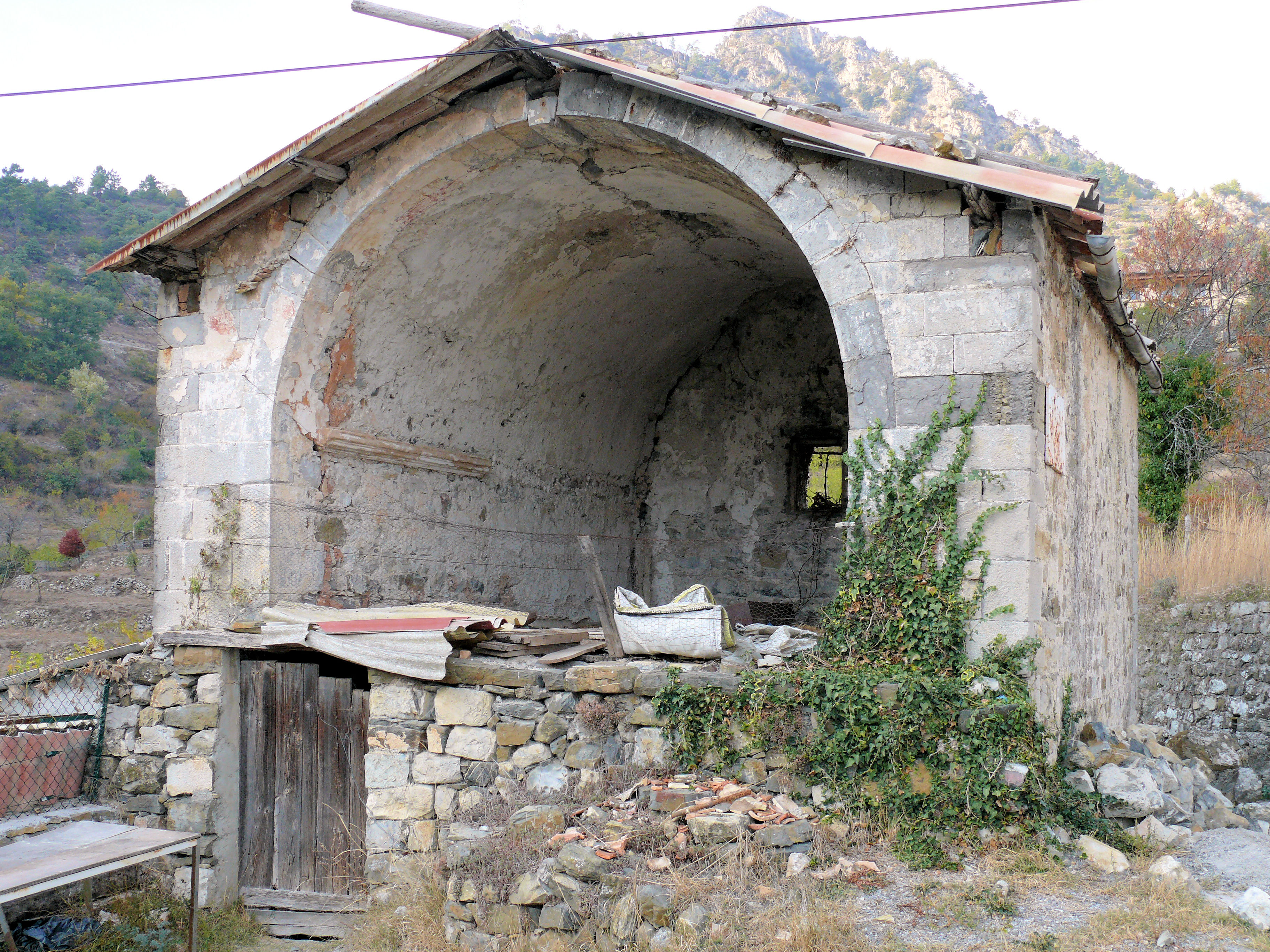
Kapellet Saint-Sébastien
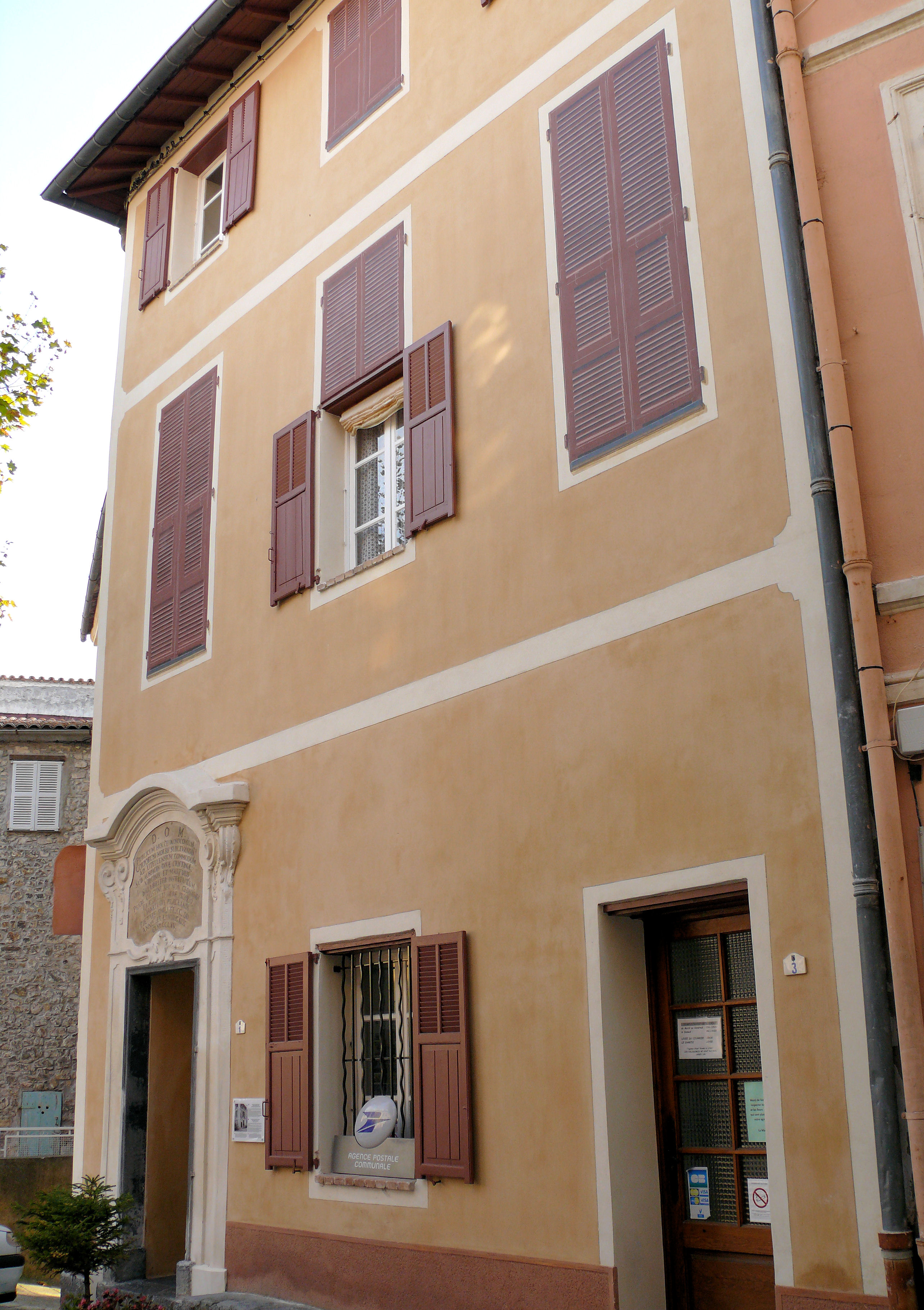
Det gamla sjukhuset Sainte-Christine
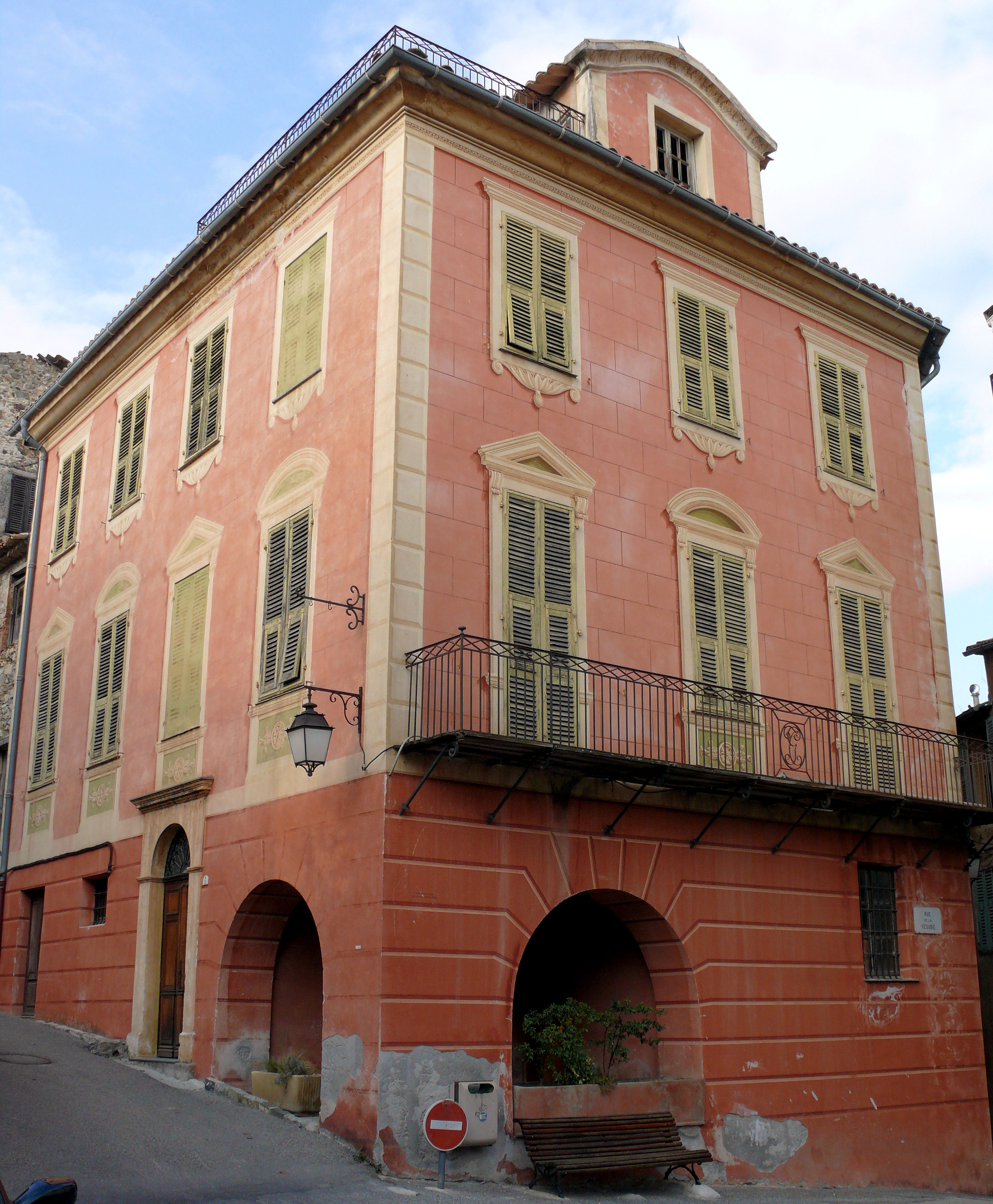
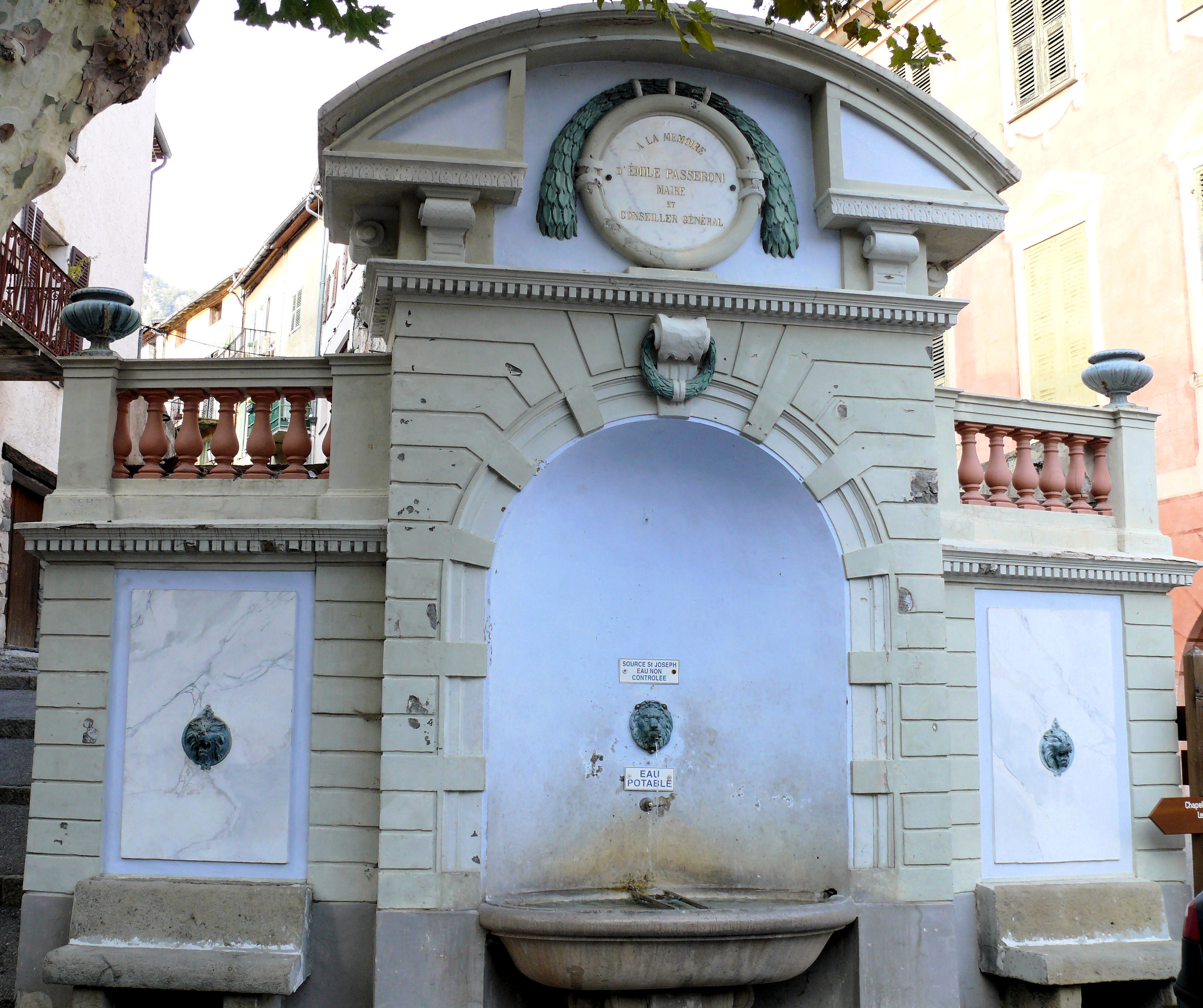
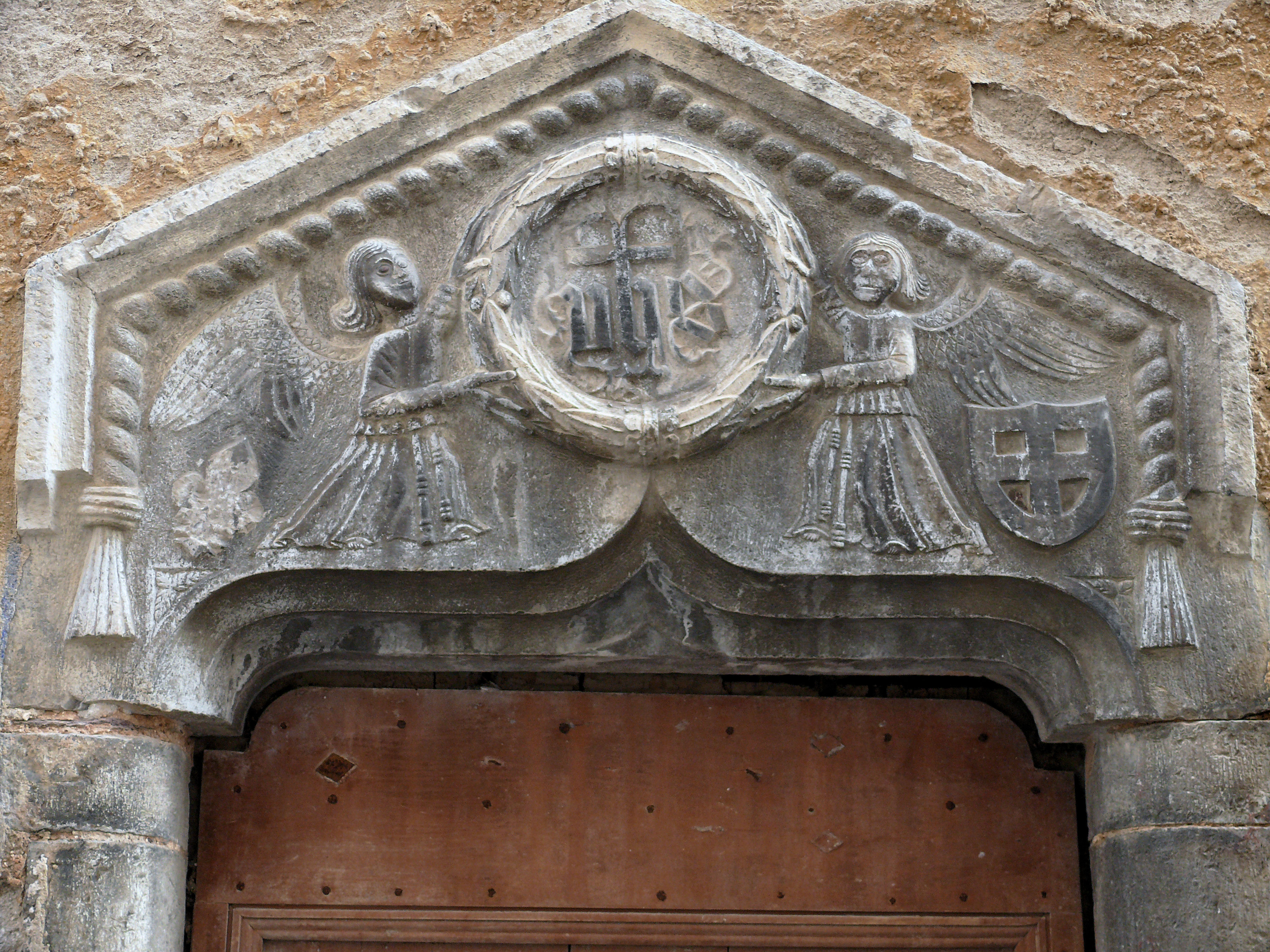
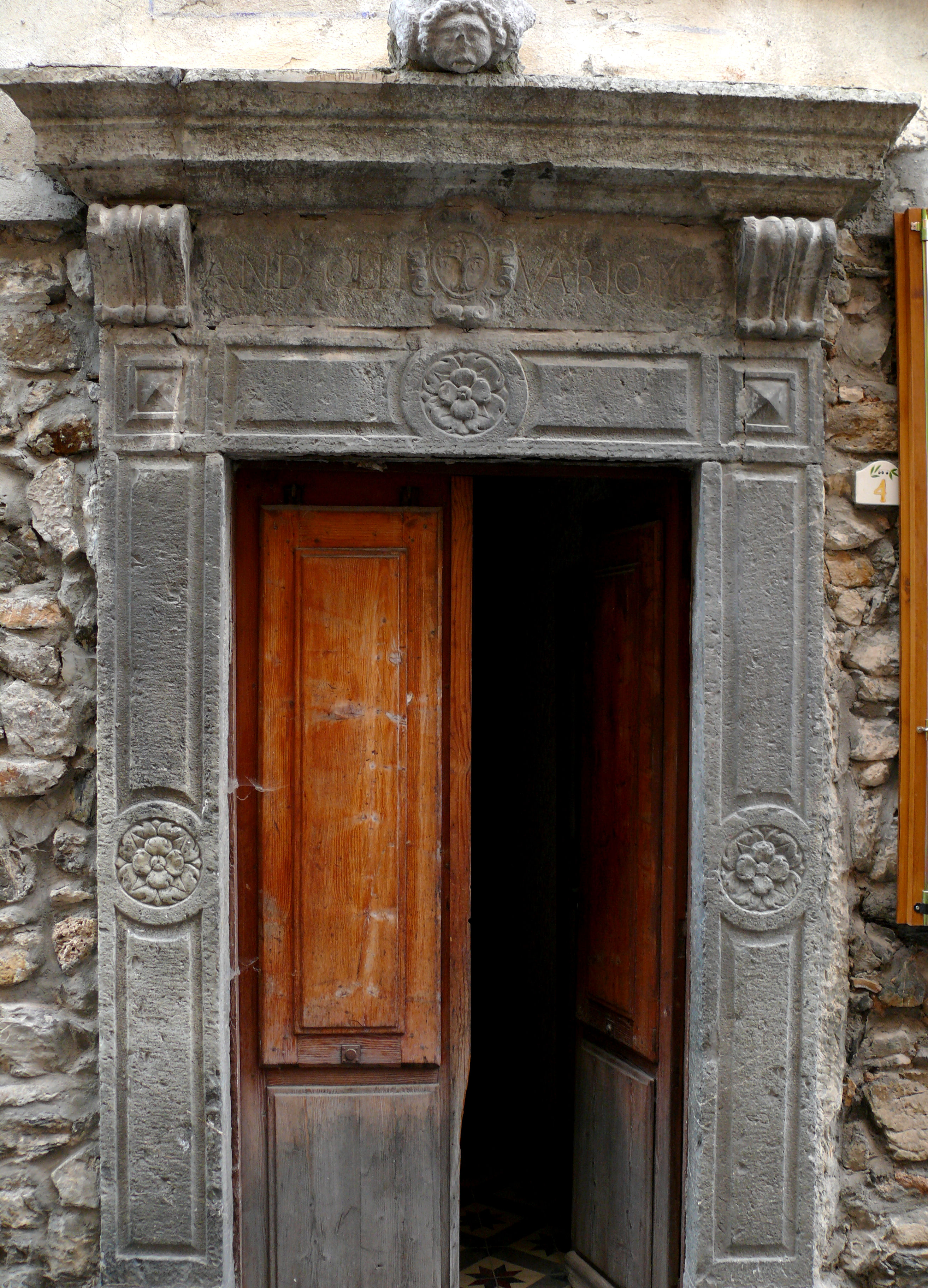